# Wang Dan (dysydent)
Wang Dan (ur. 26 lutego 1969) – chiński dysydent, jedna z czołowych postaci protestów na placu Tian’anmen w 1989 roku.
Na początku kwietnia 1989 roku Wang, wówczas student 1 roku historii na Uniwersytecie Pekińskim, przyłączył się wraz z kolegami do protestujących na placu Tian’anmen, szybko wyrastając na jednego z przywódców. Wchodził w skład oficjalnych delegacji studenckich prowadzących rozmowy z władzami, m.in. podczas spotkania z premierem Li Pengiem. Postrzegany był jako lider umiarkowanej części demonstrantów, opowiadającej się za pokojowym rozwiązaniem konfliktu. Po wprowadzeniu w Pekinie stanu wyjątkowego opuścił plac i namawiał do tego pozostałych protestujących. W trakcie tłumienia protestów w dniu 4 czerwca przebywał poza Pekinem. Choć jego nazwisko umieszczono na liście najbardziej poszukiwanych przez władze osób, nie uciekł za granicę, lecz powrócił 2 lipca do stolicy. Aresztowany, został w 1991 roku skazany na 4 lata więzienia za działalność kontrrewolucyjną.
Zwolniony przedterminowo w lutym 1993 roku, zaangażował się w działalność prodemokratyczną, publikując skierowane do władz manifesty z postulatami rozszerzenia swobód politycznych. Aresztowany w 1995 roku, został oskarżony o próbę obalenia istniejącego ustroju i skazany w 1996 roku na 11 lat więzienia. Amnestionowany w marcu 1998 roku ze względu na problemy medyczne, został zmuszony do emigracji do USA. W 2001 roku ukończył studia historyczne na Harvard University. Na emigracji prowadzi dalej działalność na rzecz reform politycznych w ChRL. W 2012 roku został wykładowcą Narodowego Uniwersytetu Tsinghua na Tajwanie.